# Софроний IV Александрийски
Софроний IV Александрийски (на гръцки: Σωφρόνιος) е гръцки православен духовник.

## Биография

### Ранни години
Роден е в махалата на Цариград Дзивали със светското име Ставрос (Ставракис) Мейдандзоглу (Σταύρος, Σταυράκης Μεϊδαντζόγλου) във видното търговско семейство на Фотиос Василиу Мейдандзоглу и Анастасия. Според хронисти на църквата е роден в 1798 година, а според свидетелство на брат му - в 1802 година. Заради мястото му на раждане е наричан и Византийски (Βυζάντιος). Завършва Великата народна школа. В декември 1820 година в църквата „Свети Николай Дзивалски“ е ръкоположен за дякон от архиепископ Митрофан Аристийски и приема името Софроний. Служи като дякон при патриарх Григорий V Константинополски в катедралата „Свети Георги“ до смъртта му в 1821 година. От 1821 до 1839 година е дякон на митрополит Козма Мраморноостровен (1821 - 1830), когото последва във Виза (1830 - 1837) и на Хиос (1837 - 1839).

### Хиоски митрополит
След смъртта на Козма Хиоски, през юни 1839 година Софроний е избран за хиоски митрополит и е ръкоположен за презвитер. На 29 юни е ръкоположен за митрополит на Хиос от патриарх Григорий VI Константинополски.

### Амасийски митрополит
На 27 септември 1855 година е избран за амасийски митрополит. Като митрополит в Амасия отваря нови гръцки училища. В 1858 - 1860 година е член на Общото събрание, което трябва да изработи и приеме Общ канон за управление на Константинополската църква при патриарх Григорий VII Константинополски. Докато е в Патриаршията служи като викарий на Патриаршеската хазна (скевофилакс). В 1860 година, когато на трона се възкачва Йоаким II Константинополски, Софроний Амасийски заминава за епархията си.

### Вселенски патрирах
След смъртта на патриарх Йоаким II, изборът на нов е организиран от наместника на престола Мелетий Рашко-Призренски. На първото заседание 74 делегати (18 архиереи и 56 миряни) определят 13 допустими кандидати. Те са предадени на Високата порта, която изключва бившите патриарси и връща списък с 9 имена. На второто заседание на 20 септември (2 октомври) 1863 година са избрани трима - Неофит Фанариоферсалски (48 гласа), Константий Трапезундски (41 гласа) и Софроний Амасийски (39 гласа). От тях за вселенски патриарх е избран Софроний с 10 гласа срещу Неофит (9 гласа) и Константий (0 гласа).
Като патриарх Софроний работи за подобряване на финансите на патриаршията, за развитието на гръцкото образование и налагането на гърцизма в Османската империя. Полага особени грижи за Великата народна школа, като основава централно настоятелство и назначава за директор Евстатиос Клеовулос. Възстановява патриаршеската школа за църковна музика. При управлението си прави около 40 архиерейски назначения. През май 1865 година издига в митрополия Червенската епископия. На 1 юни 1865 година по искане на Църквата на Гърция с патриаршески томос Софроний III Константинополски ѝ предава юрисдикцията върху Йонийските острови, след присъединяването на Йонийската република към Кралство Гърция.
По отношение на Българския въпрос патриарх Софроний III съставя комисия за разглеждане на исканията на българите, която на 9 юни 1861 година подготвя отговор на последните 8 искания на българската община. Комисията се съгласява да предостави на българите 28 гласа на патриаршеските избори, отхвърля исканията за състава на Светия синод и Българския смесен съвет, избора на архиереи и употребата на славянски в богослужението. На 26 април 1866 година недоволната българска община прави още едно предложение, Патриаршията го отхвърля и изготвя собствен план за разрешаване на въпроса.
Софроний подава оставка на 4 декември 1866 година заради така наречения Манастирски въпрос - конфискацията на манастирските земи от румънското правителство и едностранното обявяване на автокефалията на Румънската православна църква. Оттегля се на Принцовия остров.

### Александрийски патриарх
На 30 май 1870 година е избран за александрийски патриарх. В 1888 година създава църквата „Преображение Господне“ в Порт Саид. Като патриарх през юли 1890 година уволнява несправедливо митрополит Нектарий Пендаполски, който по-късно е обявен за светец.
Умира на 22 август 1899 година.